# 李昭隸
李昭隸（韓語：이소이，2000年10月10日—），或譯爲李素怡、李素伊，韓國女演員。

## 演藝經歷
2022年在綜藝《單身即地獄2》實境配對節目受關注，及同年的戲劇《災後調查日誌》、《黑暗榮耀》中飾演戲份不多，但都是劇情貫穿全劇的關鍵人物，表現受到矚目。

## 演出作品

### 電視劇
| 年份   | 播出平台           | 劇名               | 角色       | 備註  |
| 2021年 | AYO                | 《猶豫不決》       | 徐允       |       |
| 2021年 | Netflix            | 《地獄公使》       | 咖啡廳顧客 | 第1集 |
| 2021年 | JTBC               | 《雪降花》         | 學生       | 第9集 |
| 2022年 | 成均館大學教育中心 | 《成均館線上曖昧》 | 尹寶英     |       |
| 2022年 | SBS                | 《災後調查日誌》   | 金賢書     | [ 4 ] |
| 2022年 | Netflix            | 《黑暗榮耀》       | 尹昭熙     |       |
| 2023年 | KBS                | 《為你心動》       | 娜萊       | 第1集 |
| 2023年 | KBS                | 《婚禮大捷》       | 开城婶     | [ 5 ] |
| 2025年 | MBC                | 《加州汽車旅館》   | 韓雅凜     |       |
| 待公布 | TVING              | 《Unfriend》       |            |       |

### 綜藝
| 年份   | 電視台  | 節目名稱        | 備註  |
| 2022年 | Netflix | 《單身即地獄2》 | [ 6 ] |

## 外部連結
- 李昭隸的Instagram帳戶